# Бавуге Хабимана, Милен Адольфовна
Милен Адольфовна Бавуге Хабимана (род. 12 июля 2001, Москва) — российская фехтовальщица, специализирующаяся в шпаге. Серебряный призёр чемпионата мира 2025 года. Мастер спорта России (2018).

## Биография
Родилась в Москве. Отец — Адольф Хабимана, уроженец Руанды, мать — москвичка, ветеринар по профессии. Родным языком для Милен является русский. С детства она интересовалась культурой родины отца и неоднократно посещала Руандийский дом культуры в Москве. По вероисповеданию — католичка.
В юности занималась гимнастикой и танцами, однако с 2010 года сосредоточилась на фехтовании. Её первым тренером был Александр Иванович Вязов. В дальнейшем занималась под руководством Юлии Гараевой, Яны Зверевой и Татьяны Рыбаковой.
Тренировалась в фехтовальном клубе «Динамо» и в детско-юношеской спортивной школе олимпийского резерва в Москве.
В её активе — победа на юниорском чемпионате Европы (2020), медали этапов взрослой серии Гран-при, а также неоднократные победы и призовые места на чемпионатах и Кубках России.
На Играх стран БРИКС 2024 года в Казани Милен завоевала золото в командной шпаге и серебро в личных соревнованиях, уступив в финале Татьяне Гудковой.
В 2025 году на чемпионате мира в Тбилиси, выступая в составе команды нейтральных атлетов вместе с Яной Бекмурзовой, Айзанат Муртазаевой и Кристиной Ясинской, завоевала серебряную медаль в командной шпаге, уступив сборной Франции.

## Достижения
Чемпионат России:
- 2023 — бронза (шпага), золото (командная шпага)
- 2024 — серебро (командная шпага)

Кубок России:
- 2023 — серебро (шпага), золото (командная шпага)

Игры стран БРИКС:
- 2024 — серебро (шпага), золото (командная шпага)

Чемпионат мира:
- 2025 — серебро (командная шпага)

## Рейтинг
Лучший результат в мировом рейтинге по фехтованию: 96-е место среди взрослых в сезоне 2024/25, 30-е место среди юниоров в сезоне 2020/21 и 12-е место среди кадетов в сезоне 2017/18.
| Сезон   | Категория | Место |
| ------- | --------- | ----- |
| 2016/17 | юниоры    | 413   |
| 2017/18 | юниоры    | 90    |
| 2017/18 | кадеты    | 12    |
| 2018/19 | юниоры    | 111   |
| 2019/20 | юниоры    | 37    |
| 2020/21 | юниоры    | 30    |
| 2021/22 | взрослые  | 331   |
| 2023/24 | взрослые  | 174   |
| 2024/25 | взрослые  | 96    |